# مخزن سد کیروف
مخزن سد کیروف (به لاتین: Kirov Reservoir) یک مخزن سد در قرقیزستان است که در استان تلاس واقع شده‌است.